# Alotau
Alotau ist die Hauptstadt der Milne Bay Province in Papua-Neuguinea. Der Ort liegt am nördlichen Ufer der Milne-Bucht.
Bei Alotau liegt das Gebiet, in dem die japanische Invasionsarmee im Zweiten Weltkrieg ihre erste Niederlage an Land erlitt (Schlacht um die Milne-Bucht 1942). Ein Gedenkpark im alten Schlachtgebiet erinnert an das Ereignis.
Alotau wurde 1968 Hauptstadt der Provinz, nachdem die im Zweiten Weltkrieg zerstörte Stadt Samarai ihre ehemalige Bedeutung nicht wiedererlangen konnte.
Es gibt keine Straße von oder nach Alotau; der Zugang ist einzig vom Meer her möglich. Der Gurney-Flughafen ist nach Major Charles Raymond Gurney von der Royal Australian Air Force benannt, der dort 1942 fiel. Der Flughafen liegt 12 Kilometer entfernt von der Stadt.
Touristisch gilt Alotau als eher reizlos, auch wenn die Einwohner als sehr freundlich gelten.

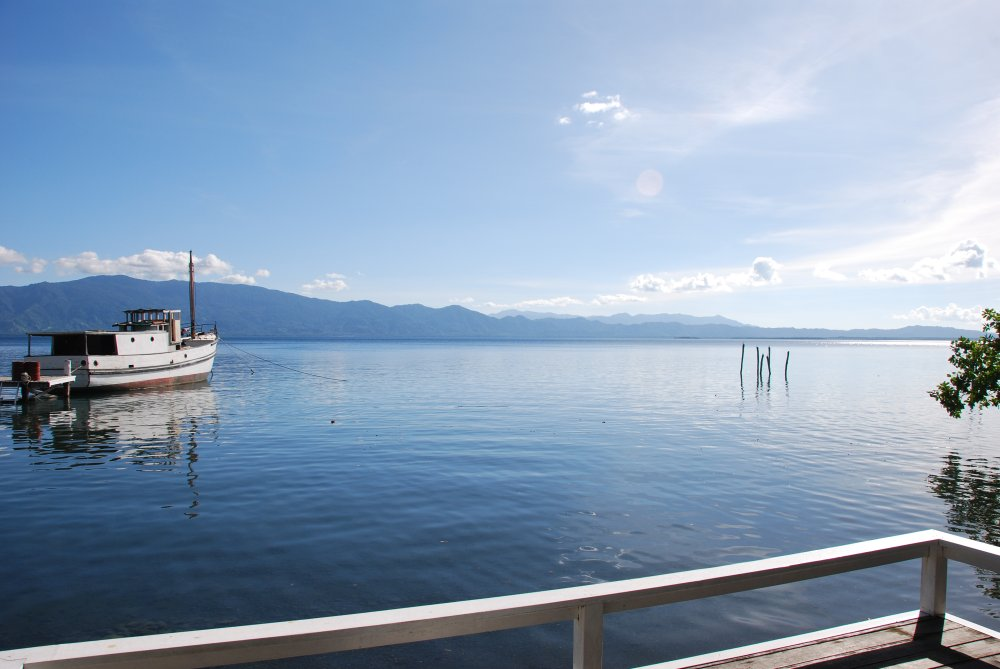
Blick von Alotau über die Milne-Bucht